# Новіцкас Володимир Олексійович
Володи́мир Олексі́йович Новіцкас (нар. 26 липня 1997, Курашівці, Мурованокуриловецький р-н — 15 жовтня 2022, Білогорівка, Луганська обл.) — старший солдат 8 полку оперативного призначення імені Івана Богуна Національної гвардії України, учасник російсько-української війни.

## Життєпис
Народився в селі Курашівці Мурованокуриловецького району Вінницької області. У подальшому проживав з родиною у селі Морозівка.
У 2012 році закінчив Мурованокуриловецьку школу-інтернат. У 2012—2015 роки навчався в Барському професійному ліцеї, здобув фах будівельника. Опісля відслужив строкову службу у 8-му полку оперативного призначення імені Івана Богуна Національної гвардії України, що дислокується в місті Калинівка Вінницької області. Після звільнення в запас автоматично перейшов до оперативного резерву.
З дитинства захоплювався спортом. За період проходження служби ставав неодноразовим переможцем на змаганнях різних рівнів з кікбоксингу, бойового самбо та рукопашного бою. Мав спортивне звання майстра спорту з кікбоксингу.
Загинув 15 жовтня 2022 року внаслідок стрілецького бою з російським противником поблизу населеного пункту Білогорівка Луганської області.
Похований у селі Морозівка на місцевому кладовищі.

### Родина
Батьки Олексій та Віта, брат Вадим, сестра Ілона та дружина Христина.

## Нагороди
- 15 лютого 2023 року за особисту мужність і самовідданість, виявлені у захисті державного суверенітету та територіальної цілісності України, сумлінне і бездоганне служіння Українському народові удостоєний ордена «За мужність» ІІІ ступеня (посмертно)[4]